# Zangī Kolā
Zangī Kolā (persiska: زنگی كلا) är en ort i Iran.   Den ligger i provinsen Mazandaran, i den norra delen av landet, 130 km nordost om huvudstaden Teheran. Zangī Kolā ligger 1 meter över havet och antalet invånare är 557.
Terrängen runt Zangī Kolā är platt, och sluttar norrut. Runt Zangī Kolā är det ganska tätbefolkat, med 155 invånare per kvadratkilometer. Närmaste större samhälle är Āmol, 11,6 km söder om Zangī Kolā. Trakten runt Zangī Kolā består till största delen av jordbruksmark.